# Evelyn Adiru
Evelyn Adiru (née le 25 février 1964) est une coureuse de demi-fond ougandaise.

## Carrière
Evelyn Adiru remporte la médaille d'or du 800 mètres et la médaille d'argent du relais 4 × 400 mètres aux Championnats d'Afrique de 1982. En 1984, elle participe aux Jeux olympiques de Los Angeles ; elle est éliminée en séries du 800 mètres. Aux Jeux africains de 1987, elle obtient la médaille de bronze du 1 500 mètres et du relais 4 × 400 mètres.